# Elpidio de Astorga
Elpidio o Ilpidio (¿? - c. 670) fue un eclesiástico hispano, obispo de Astorga desde c. 654. 
La única noticia conocida acerca de este prelado es su asistencia al X Concilio de Toledo celebrado el año 656 durante el reinado de Recesvinto, en el que también estuvieron presentes el metropolitano de Toledo Ildefonso, el de Sevilla Fugitivo y el de Braga Fructuoso, de quien era sufragánea la sede asturicense. 

| Predecesor: Candidato | Obispo de Astorga 654 – 670 | Sucesor: Isidoro |